# Wührenbek
Die Wührenbek ist ein linker Nebenfluss der Stör in Neumünster in Schleswig-Holstein. Der Bach hat eine Länge von ungefähr 3,0 km, sie entspringt am südlichen Stadtrand von Neumünster, durchquert das Industriegebiet Süd, unterquert in die Altonaer Straße und mündet im Neumünsteraner Stadtteil Wittorf in die Stör. In Wittorf befindet sich der Igelpark rund um den aufgestauten Fluss.